# Mark Mowers

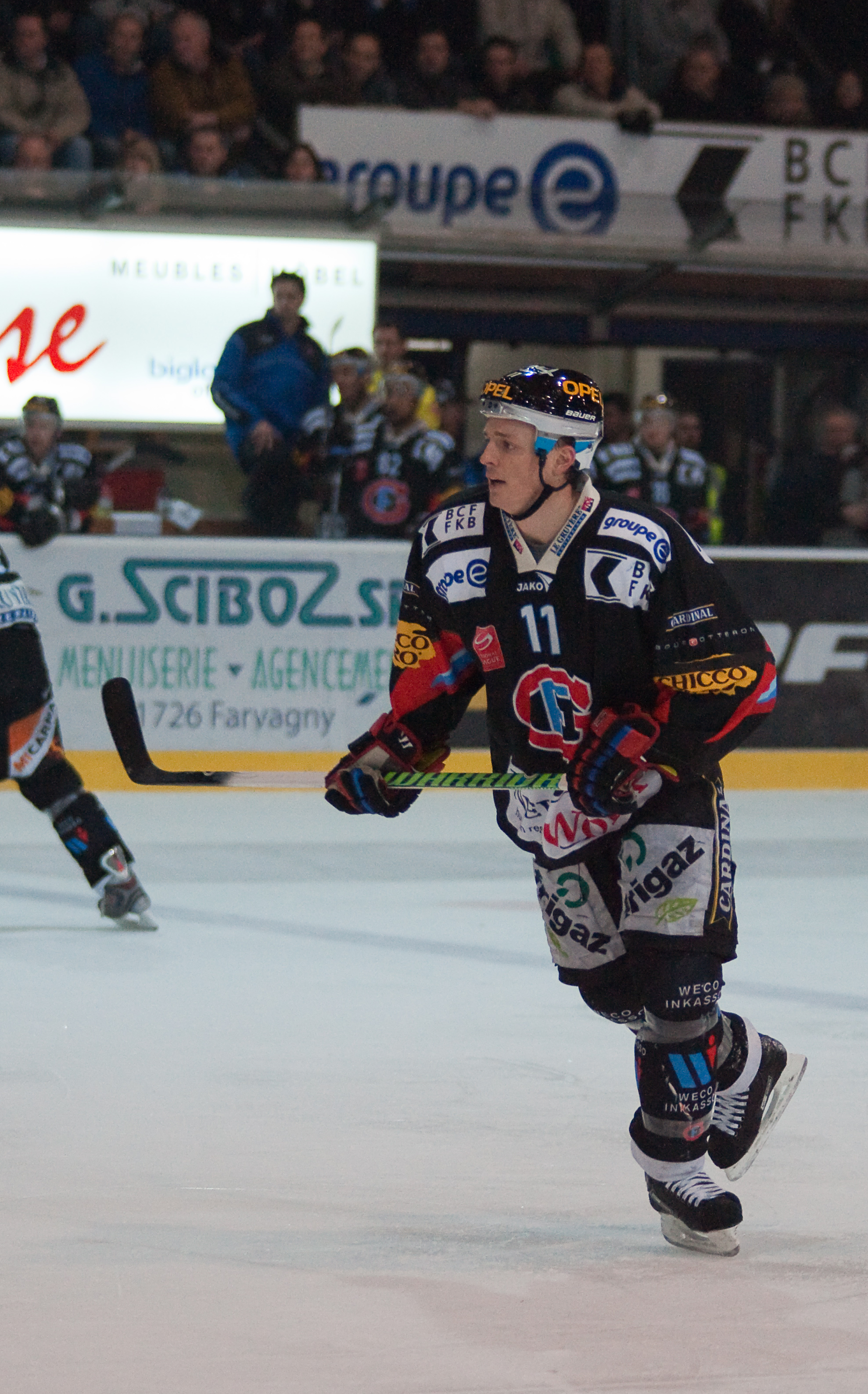

Mark Mowers, född 16 februari 1974 i Decatur, Georgia, USA, är en professionell före detta ishockeyspelare.  
Mark Mowers har tidigare representerat Nashville Predators, Detroit Red Wings, Boston Bruins och Anaheim Ducks i NHL.
Under NHL-strejken säsongen 2004/2005 spelade Mowers för Malmö IF i Elitserien.